# Urechis unicinctus
Urechis unicinctus  (cinese semplificato: 海肠; cinese tradizionale: 海腸: pinyin: hǎicháng, letteralmente "intestino di mare"; in giapponese 螠虫? o ユムシ yumushi; coreano: 개불 gaebul) è una specie di Echiura (Anellida). Informalmente è anche noto come pesce pene (dall'inglese: penis fish) per la sua caratteristica morfologia.

## Habitat
U. unicinctus, come altri Urechis, vive in tane nella sabbia o nel fango.

## Utilizzi
Questo animale è mangiato crudo in Giappone e soprattutto in Corea. In Corea è spesso mangiato con sale e olio di sesamo. A Hokkaidō, in Giappone, è chiamato ruttsu e viene servito come sashimi o bollito.
Nella cucina cinese viene soffritto con verdure, oppure essiccato e ridotto in polvere, usato come condimento per esaltare l'umami. È considerato un ingrediente importante nella cucina Shandong, nella quale figura in svariate ricette.
Viene anche impiegato come esca nella pesca.

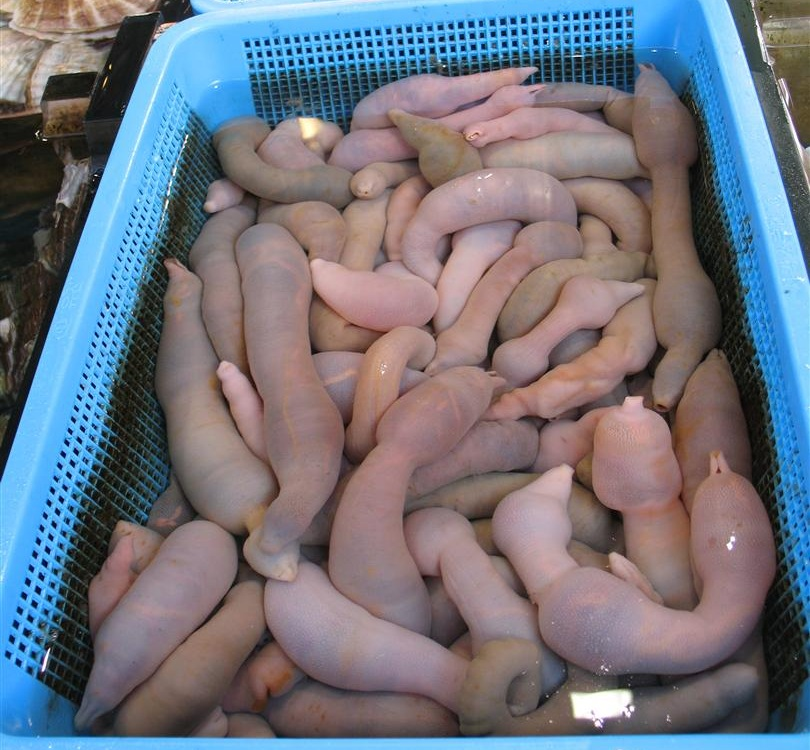
Gaebul in vendita in un mercato a Busan, Corea del Sud.
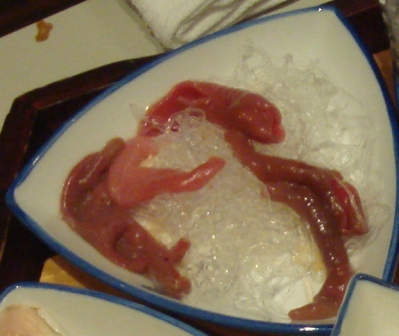
Urechis Unicinctus servito come Hoe in un ristorante coreano.